# Никола Хаджиев (Райчица)
 Тази статия е за охридския деец на ВМОРО.  За серския деец на ВМОРО и ВМРО вижте Никола Хаджиев (Лехово).  
Никола (Коле) Хаджиев, наречен Мургаш, е български революционер, войвода на Вътрешната македоно-одринска революционна организация.

## Биография
Никола Хаджиев е роден в дебърското село Райчица, тогава в Османската империя. Работи като касапин, а от април 1902 година е четник при Никола Русински. През Илинденско-Преображенското въстание е войвода на четите от селата Горно Лакочерей и Долно Лакочерей и Вапила, като участва и в нападението срещу турския гарнизон в село Сируля. След потушаването на въстанието изпълнява терористични задачи. Умира през юли 1906 година в Охридско.